# Buda (ciutat)

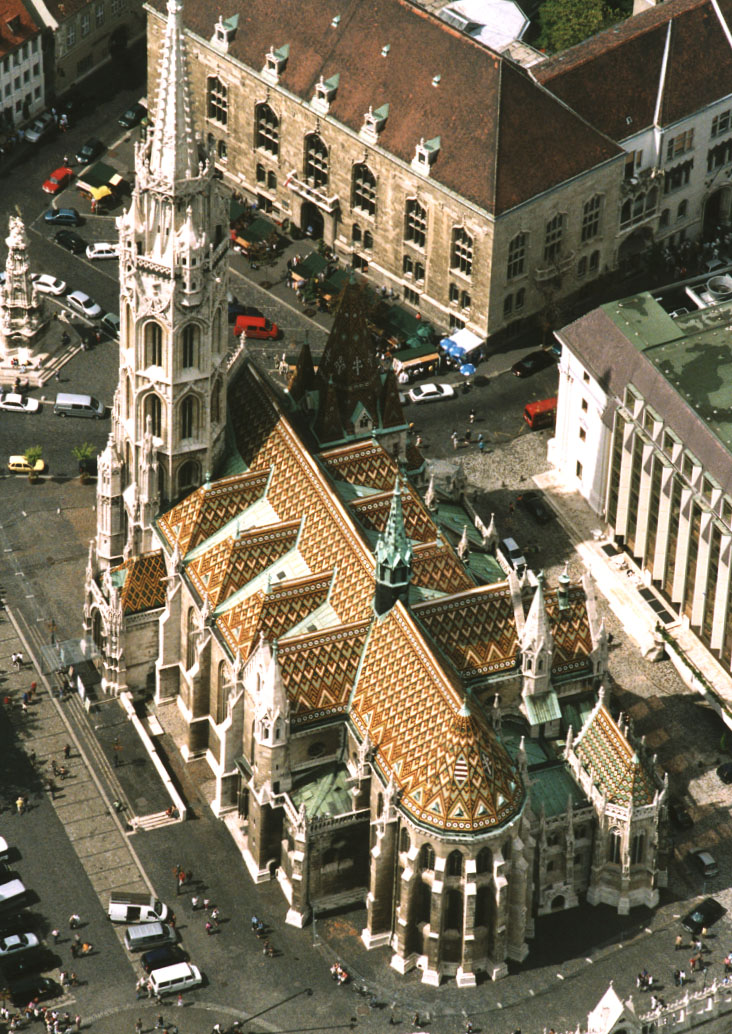
Església dita de Maties a Buda.

Buda (alemany: Ofen, croat: Budim o serbi: Будим ) és la part occidental de la capital d'Hongria, Budapest. Està situada a la riba dreta del riu Danubi. Es creu que el nom Buda ve del seu fundador, Buda, o Budda, encara que és més probable que el seu nom derivi d'una paraula local que significava "aigua", probablement com a referència al riu Danubi.
Buda abasta un terç del territori de Budapest i és majoritàriament boscós i muntanyós. S'associa normalment amb un nivell alt de vida, encara que depèn de la zona.
Les seves atraccions turístiques més conegudes són:
- El Castell de Buda en estil barroc.
- Plaça de la Santíssima Trinitat i església dita de Maties, un símbol d'Hongria.
- El Museu d'Història Militar (Hadtörténeti Múzeum).
- La Galeria Nacional d'Art.
- El Bastió dels Pescadors, que porta aquest nom perquè inicialment va ser construït per pescadors.
- L'hospital de la Roca. Aquest lloc hauria funcionat com a refugi antiatòmic durant els anys de la Guerra Freda.
- I el funicular (Budavári Sikló).

També es pot veure a Buda:
- Estàtua de la Llibertat
- Estàtua de Sant Gerard
- Parc Memento, una exposició històrica amb estàtues del comunisme.
- Banys Gellért (Gerard), el balneari més prestigiós a Buda.
- Centre de benestar Király
- Banys Rudes, amb la típica Cúpula turca.
- Telecadira
- Església de Santa Anna

## Història

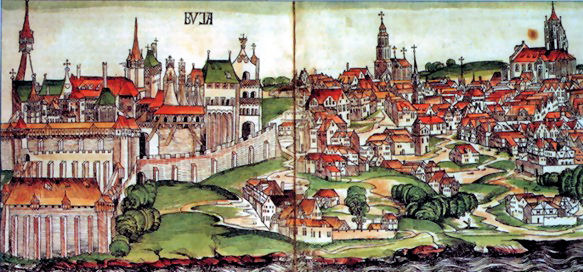
El poble de Buda.

Buda va ser la capital d'Hongria des del 1361 fins al 1541, quan va ser conquerida per l'Imperi Otomà, després d'això la nova capital hongaresa va ser establerta a Presburg (l'actual capital eslovaca, Bratislava). El 1686 Buda va ser conquerida per Àustria, però a causa de la seva devastació per la guerra, nombrosos alemanys van ser portats per ajudar a reconstruir la ciutat. Buda va ser declarada una ciutat lliure el 1703, i va tornar a ser la capital d'Hongria el 1784. Buda es va unir amb les ciutats d'Óbuda i Pest el 1873 per formar Budapest.